# Ekkehard Jost

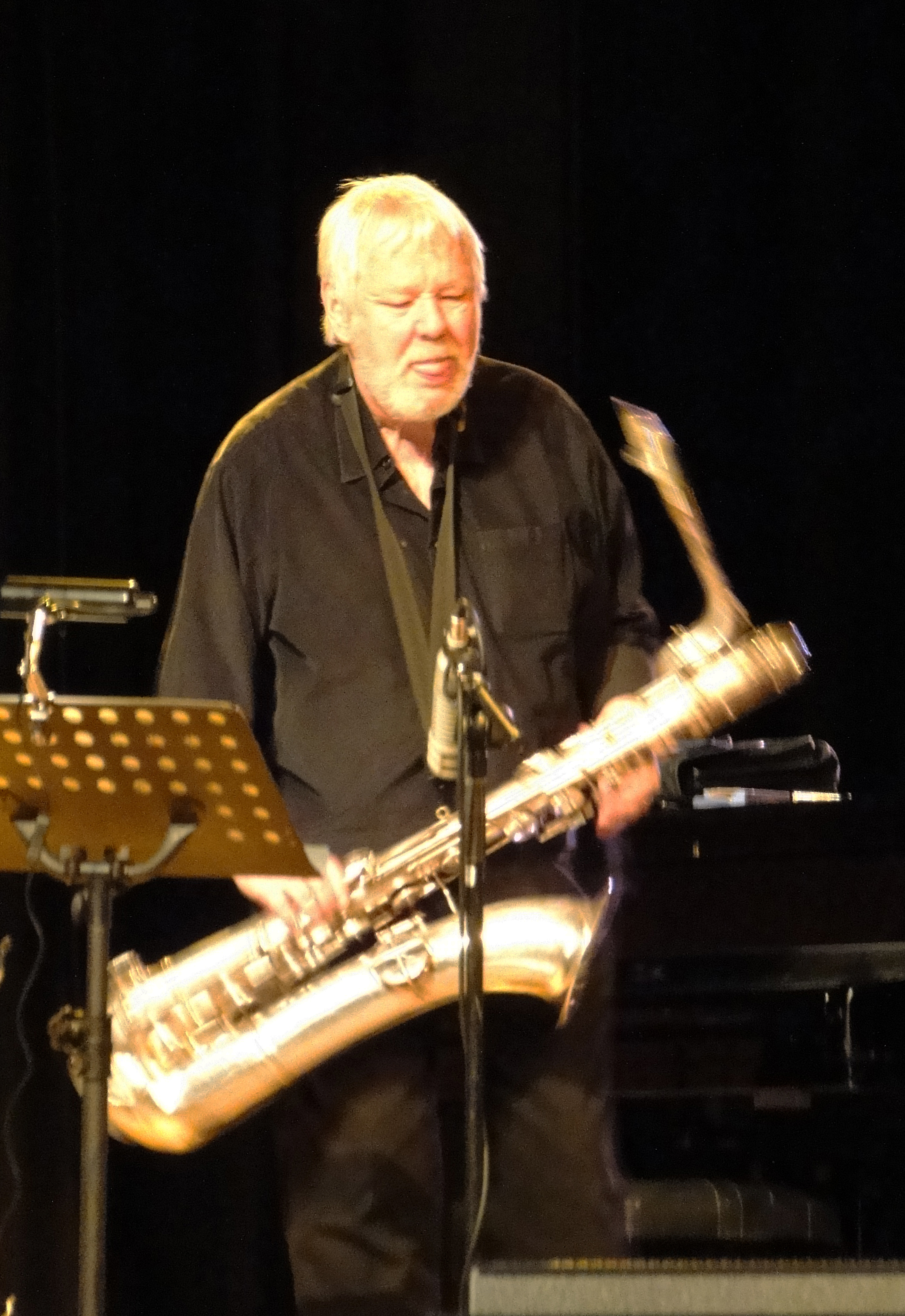
Ekkehard Jost, 2009 in Hofheim

Ekkehard Jost (* 22. Januar 1938 in Breslau; † 23. März 2017 in Marburg) war ein deutscher Musikwissenschaftler und Baritonsaxophonist.

## Akademischer Werdegang
Von 1953 bis 1959 absolvierte Ekkehard Jost seine Schulausbildung (Realschule in Lauenburg, Gymnasium Lüneburg bis zum Abitur). 1959 begann er das Studium der Musikwissenschaft, Physik und Psychologie an der Universität Hamburg, das er 1965 mit der Promotion abschloss (Titel: Akustische und psychometrische Untersuchungen an Klarinettenklängen).
Von 1966 bis 1972 war Jost als wissenschaftlicher Assistent am Staatlichen Institut für Musikforschung Berlin tätig. 1973 habilitierte er sich mit einer Arbeit über den Free Jazz und wurde als Professor für Musikwissenschaft an die Justus-Liebig-Universität Gießen berufen, wo er das Institut für Musikwissenschaft und Musikpädagogik leitete und den Studiengang Systematische Musikwissenschaft begründete. Seine Schwerpunkte in Forschung und Lehre waren Musiksoziologie, Musik der Gegenwart, Akustik und Tonstudiotechnik. Seine Habilitationsschrift, die auch ins Englische und Französische übersetzt wurde, gilt als erste musikwissenschaftliche Analyse des Free Jazz. Weitere seiner Bücher beschäftigen sich mit der Sozialgeschichte des Jazz.
Seit 1968 war Jost Mitglied im Wissenschaftlichen Beirat der Internationalen Gesellschaft für Jazzforschung. Gemeinsam mit Albert Mangelsdorff war er im künstlerischen Beirat der Union Deutscher Jazzmusiker. Weiterhin war er Mitglied im wissenschaftlichen Beirat des Arbeitskreises Studium Populärer Musik. Von 1980 bis 1990 war er Vorstandsmitglied und von 1989 bis 1992 Vorsitzender des Instituts für Neue Musik und Musikerziehung (Darmstadt). 2000 wurde Jost mit dem Hessischen Jazzpreis ausgezeichnet. Am 23. März 2017 ist Ekkehard Jost im Alter von 79 Jahren nach kurzer Krankheit in Marburg verstorben.
Jost ist als Autor vieler Beiträge in diversen Nachschlagewerken zu Musik und Jazz, oft mit dem Schwerpunkt Free Jazz, vertreten.

## Tätigkeit als Musiker
Als Musiker spielte Jost mit zahlreichen Musikern des europäischen Jazz. Er leitete eigene Formationen, darunter die mit Studenten gegründete Formation Grumpff, die humoristisch Avantgarde-Jazz mit populärer Musik und musiktheatralischen Aktionen vermischte, sowie das Freejazz-Projekt Amman Boutz mit Herbert Hellhund. Seine Schallplatten und CDs erscheinen auch auf seinem eigenen Musiklabel fish music. Zuletzt war er neben seinem Oktett mit seinem Trio, Joe Bonica (Schlagzeug) und Dieter Manderscheid (Kontrabass), unterwegs. Über seine Tätigkeit als Musiker hinaus engagierte sich in der regionalen Jazzszene als Organisator von Konzerten. 1975 rief er die Jazzinitiative Gießen ins Leben und initiierte die Konzertreihe Musica Nova über einen eigens gegründeten Verein zur Förderung zeitgenössischer Musik. Darüber hinaus konzipierte und organisierte er die Konzerte im Gießener Botanischen Garten.

## Werke

### Bücher
- Free Jazz. Stilkritische Untersuchungen zum Jazz der 60er Jahre. Schott, Mainz 1975, ISBN 3-7957-2221-7 (Neuauflage Wolke Verlag, Hofheim am Taunus 2002).
- Sozialpsychologische Faktoren der Popmusik-Rezeption. Schott, Mainz 1976, ISBN 3-7957-1710-8.
- Sozialgeschichte des Jazz in den USA. Fischer, Frankfurt am Main 1982, Reprint Wolke, Hofheim am Taunus 1991, ISBN 3-86150-472-3 (erweiterte Neuausgabe 2001: Frankfurt am Main 2003).
- Jazzmusiker. Materialien zur Soziologie der afro-amerikanischen Musik. Ullstein, Berlin 1982, ISBN 3-548-35129-8.
- Europas Jazz 1960–80, Fischer, Frankfurt am Main 1987, ISBN 3-596-22974-X.
- Jazzgeschichten aus Europa. Wolke, Hofheim am Taunus 2012, ISBN 978-3-936000-96-2

### Diskographische Hinweise
- Ekkehard Jost Quintet Carambolage (mit Dirk Huelst, Herbert Hellhund, Georg Wolff, Joe Bonica, 1983 View Records)
- Günter Sommer/Ekkehard Jost Die dunkle Wolke (1987)
- Ekkehard Jost Weimarer Balladen (mit Friederike Nicklaus, Manfred Becker, Dieter Glawischnig, Herbert Hellhund, Wollie Kaiser, Uli Orth, Martin Pfleiderer, Detlef Landeck, Gerd Stein, Dieter Manderscheid, Joe Bonica, 1992)
- Ekkehard Jost & Chromatic Alarm Wintertango (1998)
- Ekkehard Jost Ensemble Cantos de libertad (mit Reiner Winterschladen, Detlef Landeck, Eugenio Colombo, Wollie Kaiser, Gerd Stein, Dieter Glawischnig, Dieter Manderscheid, Joe Bonica, Marta de la Vega, 2006)
- Ekkehard Jost Oktett (mit Friedhelm Schönfeld, Dieter Manderscheid, Joe Bonica, Wollie Kaiser, Christof Thewes, Reiner Winterschladen, Dietmar Mues) – Gesänge gegen den Gleichschritt. Politische Musik aus 5 Jahrhunderten. Fish Music, 2010